# John Conyers
John James Conyers, Jr. (Highland Park, 16 maggio 1929 – Detroit, 27 ottobre 2019) è stato un politico e avvocato statunitense, membro della Camera dei Rappresentanti per lo stato del Michigan dal 1965 al 2017.

## Biografia
Nato e cresciuto in Michigan, Conyers prestò servizio nell'esercito e combatté nella guerra di Corea. In seguito si laureò in legge e trovò lavoro come avvocato e consulente legale di alcuni politici, fra cui John Dingell.
Nel 1964 Conyers entrò in politica con il Partito Democratico e si candidò per un seggio alla Camera dei Rappresentanti, riuscendo a sconfiggere l'avversario repubblicano con l'84% delle preferenze. Gli elettori lo riconfermarono per altri tredici mandati, poi Conyers dovette cambiare distretto congressuale per via di un ridefinimento degli stessi dopo il censimento.
Dal 1965 al 1988 ebbe come segretaria Rosa Parks, la famosa "madre del movimento dei diritti degli afroamericani".
Conyers venne eletto anche nel nuovo distretto e in seguito fu rieletto per altri nove mandati. Nel 2012 cambiò nuovamente distretto e venne riconfermato con l'83% dei voti. Al momento del suo ritiro dal Congresso, Conyers era il primo membro della Camera in termini di anzianità.
Durante il suo servizio al Congresso, Conyers si candidò due volte alla carica di sindaco di Detroit (nel 1989 e nel 1993), ma in entrambi i casi non riuscì ad essere eletto.
John Conyers fu sposato con Monica Esters Conyers, ex presidente del consiglio comunale di Detroit. Nel giugno del 2009 la donna fu condannata per corruzione e trascorse ventisette mesi in carcere.
Considerato un democratico progressista, era membro del Congressional Progressive Caucus nonché uno dei membri fondatori del Congressional Black Caucus.
In seguito ad accuse su condotte sessuali inappropriate nel dicembre 2017, Conyers rassegnò le dimissioni dalla carica di presidente della Commissione Giustizia della Camera ed annunciò le proprie intenzioni di non ricandidarsi per un nuovo mandato nelle elezioni di midterm del 2018; alcuni giorni dopo annunciò il ritiro immediato e lasciò ufficialmente il Congresso il 5 dicembre, dopo quasi cinquantatré anni di permanenza.